# Mielenko Gryfińskie
Mielenko Gryfińskie [mjɛˈlɛnkɔ ɡrɨˈfiɲskʲɛ] (German Klein Möllen) là một ngôi làng thuộc khu hành chính của Gmina Gryfino, thuộc hạt Gryfino, West Pomeranian Voivodeship, ở phía tây bắc Ba Lan, gần biên giới Đức.